# Carling, Moselle
Carling är en kommun i departementet Moselle i regionen Grand Est (tidigare regionen Lorraine) i nordöstra Frankrike. Kommunen ligger i kantonen Saint-Avold 2e Canton som tillhör arrondissementet Forbach. År 2022 hade Carling 3 332 invånare.

## Befolkningsutveckling
Antalet invånare i kommunen Carling
| Referens: INSEE |